# Катастрофа с хеликоптер в Калабасас през 2020 г.
На 26 януари 2020 г. вертолет Sikorsky S-76B катастрофира край град Калабасас в щата Калифорния, на около 48 километра северозападно от Лос Анджелис, на път за град Камарило.
В него пътуват бившият баскетболист Коби Брайънт, дъщеря му Джана и 6 семейни приятели, включително треньорът по бейзбол Джон Алтобели, съпругата му, дъщеря му и пилотът. Всички на борда загиват.

## Инцидент
На 26 януари 2020 г. около 9:06 сутринта, Брайънт излита от летище Джон Уейн в Ориндж, Калифорния с хеликоптер Сикорски S-76B от 1991 г. заедно с осем други пътници: 13-годишната му дъщеря Джиана; съотборничките ѝ, 13-годишната Алиша Алтобели и Пейтън Честър; родителите им, Кери и Джон Алтобели (главен треньор по баскетбол в Ориндж Коуст Колидж) и Сара Честър; асистент треньора по баскетбол Кристина Маузер; и пилота Ара Зобаян. Те пътуват към баскетболната академия на Брайънт, където трябва да се проведе мач, в който той да ръководи отбора на дъщеря си. Записи от предишни полети показват, че хеликоптерът е изминал същия маршрут предишния ден без инциденти.

## Причини
Основна причина за сблъсъка на летателното средство с възвишението край Калабасас е гъстата мъгла. Тя е довела до дезориентация на пилота, като според разследването на американските органи за безопасност на транспорта са нарушени федералните стандарти за полета.